# Luisenturm (Koblenz)

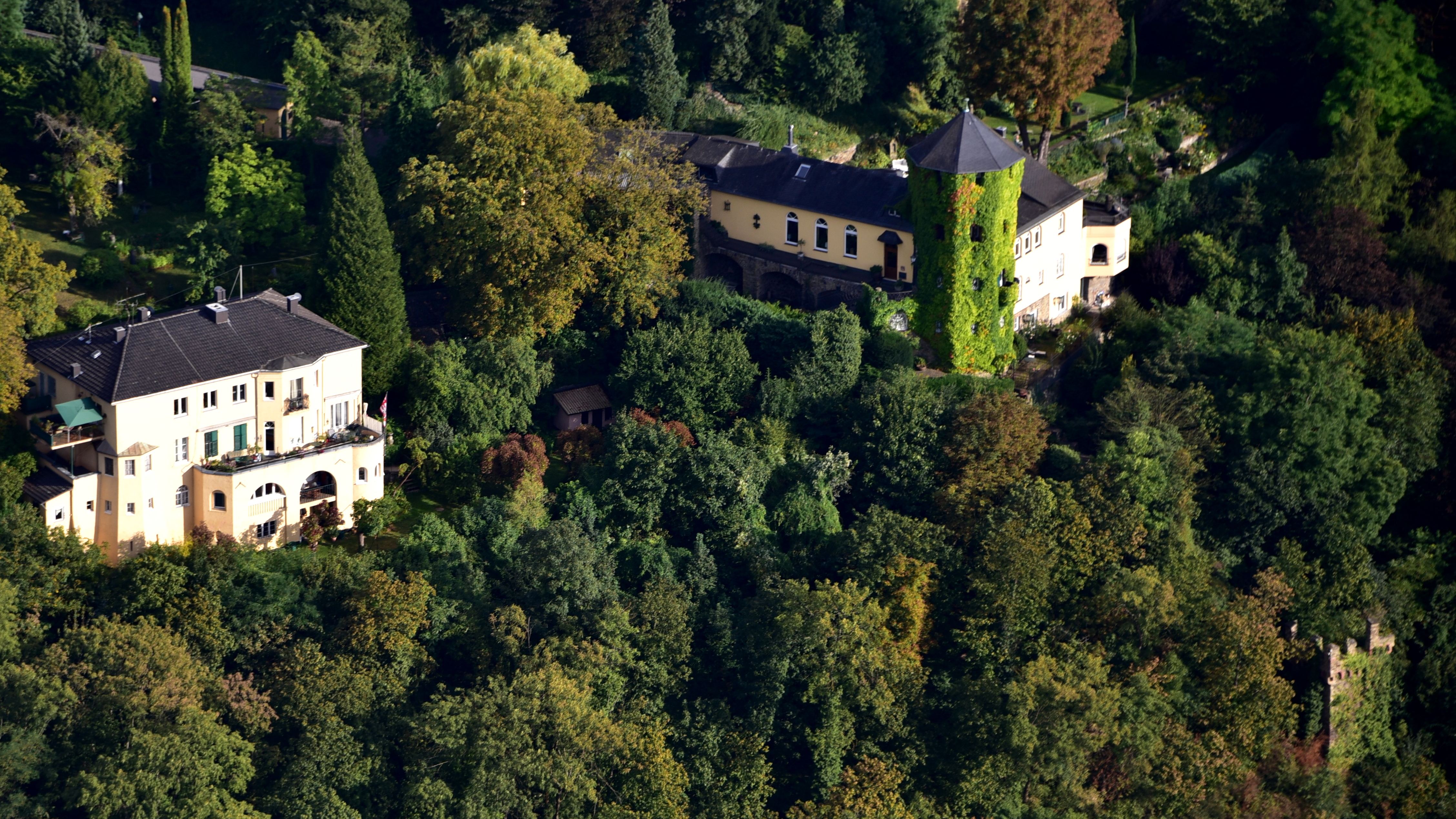
Luisenturm, Luftaufnahme (2016)

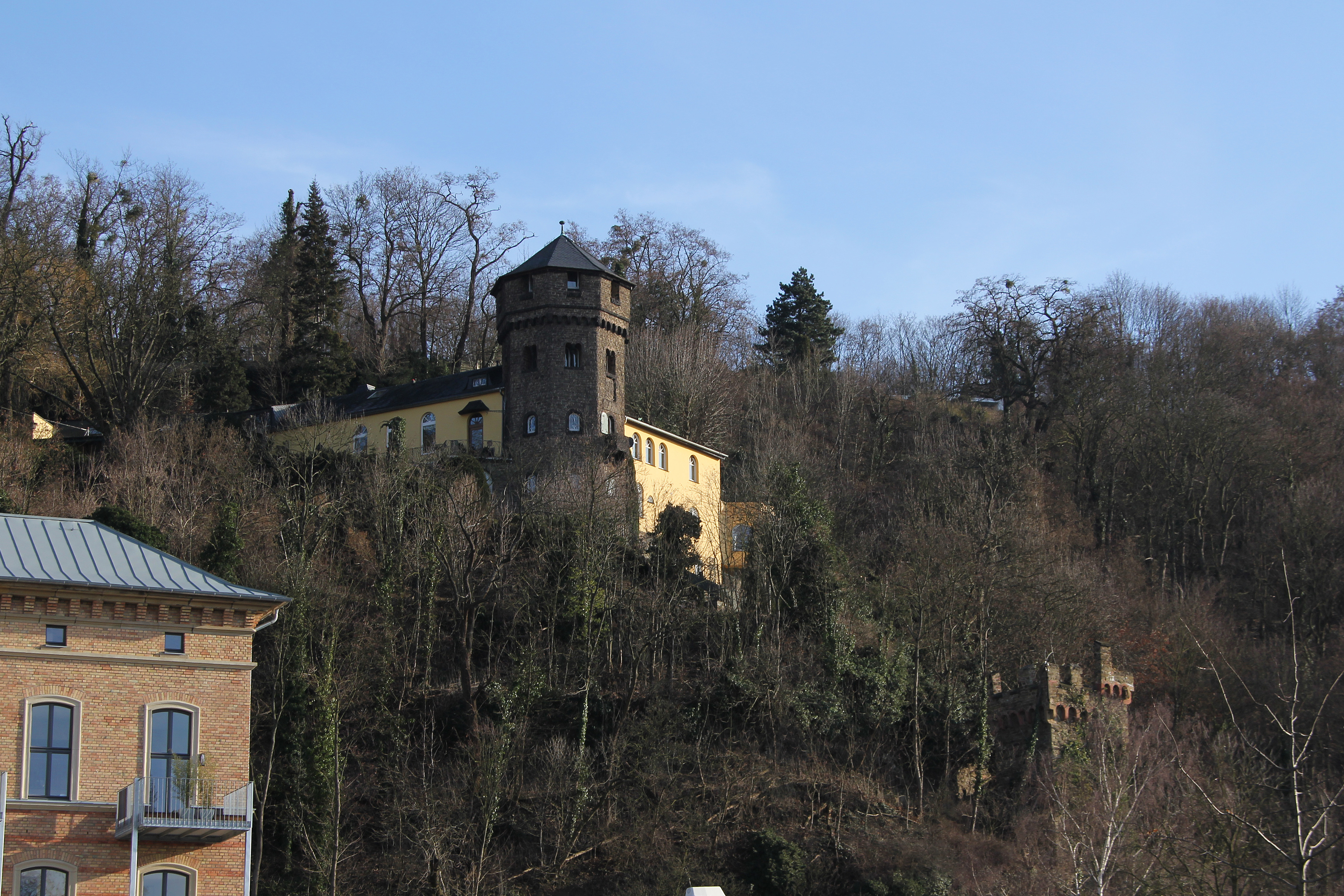
Der Luisenturm in Koblenz-Ehrenbreitstein

Der Luisenturm ist ein Turm der ehemaligen preußischen Stadtbefestigung von Ehrenbreitstein, das heute ein Stadtteil von Koblenz ist. Er wurde nach Plänen von Karl August von Cohausen 1856 im steil abfallenden Hang des Astersteins errichtet und gehörte zum System Niederehrenbreitstein der Anfang des 19. Jahrhunderts gebauten Festung Koblenz. Seinen Namen erhielt der Turm nach der preußischen Prinzessin Luise.

## Geschichte
Im Zuge des Ausbaus der Ehrenbreitsteiner Stadtbefestigung plante Karl August von Cohausen 1855 in dem Abschnitt zwischen Asterstein und dem Pfaffendorfer Tor aus ästhetischen Gründen einen achteckigen Turm mit Zinnen. Nachdem ein Turm an dieser Stelle mehrfach vom Kriegsministerium als unnötig abgelehnt worden war, gelang es von Cohausen schließlich, durch die Verbindung mit Prinzessin Luise eine Baugenehmigung durch König Friedrich Wilhelm IV. zu erhalten. Die Errichtung des Baus kam 1856 zum Abschluss, der Innenausbau folgte 1857. Mit dem Einbau einer gusseisernen Wendeltreppe aus einer Frankfurter Kunstgießerei im Inneren des Turms fand der Ausbau sein Ende. Seinen Namen erhielt er zu Ehren der Prinzessin Luise, in Erinnerung an ihre Verlobung mit dem badischen Großherzog Friedrich I. im Jahr 1856.
Nach der Aufgabe der Stadtbefestigung 1890 kaufte die Stadt Ehrenbreitstein den Turm an, um ihn weiter zu veräußern. Erst 1908 konnte sie das Grundstück samt Luisenturm schließlich an den Wirklich geheimen Kriegsrat Joseph Dornbach verkaufen. Dessen Sohn, der Maler Hans Dornbach, baute 1920 an den Turm zwei Flügel nach Süden und Osten an. Mit dem Umbau zum Wohnhaus samt Atelier wurde die gusseiserne Treppe nach außen verlegt. Bei einem Luftangriff auf Koblenz 1944 brannten Turm und Atelier aus, wobei 170 Gemälde des Künstlers vernichtet wurden. Der Wiederaufbau erfolgte 1945–1947, dabei erhielt das Turmfreigeschoss ein Zeltdach über den Zinnen. Um 1980 wurde ein kleiner Anbau am Südflügel errichtet. Die letzte Renovierung fand 1985–1987 statt.

## Bau
Der Luisenturm ist ein achteckiger viergeschossiger Bau aus Bruchstein. Die Architekturgliederung besteht aus schwarzem Basalt. Die Fenster sind rundbogig, im dritten Geschoss als Biforienfenster mit Basaltsäulchen und -kämpfern ausgeführt. Im zweiten Geschoss ist auf der Rheinseite ein auskragender Balkon angebracht. Das oberste Geschoss mit Eckzinnen ist mit kleinen Rundbögen versehen und leicht auskragend. Durch Aufsetzen des Zeltdachs wurden hier Fenster eingebaut. Zwischen zweitem und drittem Geschoss ist auf der Rheinseite ein preußischer Adler angebracht. Auf der gegenüberliegenden Seite wird das zweite Geschoss von einem angebauten polygonalen Treppenturm mit gusseiserner Wendeltreppe in neugotischer Form erschlossen. Im Inneren des Hauses ist an der äußeren Turmwand ein Schlussstein, das die Muttergottes mit Kind zeigt, angebracht. Er stammt aus der im Zweiten Weltkrieg zerstörten Dominikanerkirche.
Auf dem Grundstück sind Teile der krenelierten Stadtmauer von Ehrenbreitstein erhalten. Im Garten sind barocke Brunnenbecken, Rocaillevasen, Volutenwangen und ein Löwenrelief aufgestellt, die vermutlich aus den Gärten des 1801 zerstörten Schlosses Philippsburg stammen.
Zur Erinnerung an die Verlobung von Großherzog Friedrich I. mit Luise ist am Turm eine Gedenktafel eingemauert:
„Der Luisenthurm bin ich genannt / Weil ich vor Ihren Augen erstand / Und spanne der Erinnerung Band / Wenn Sie gezogen ins Nachbarland / Gott segne Sie und die Ihr verwandt. A.D. MDCCCLVI.“

## Denkmalschutz
Der Luisenturm ist ein geschütztes Kulturdenkmal nach dem Denkmalschutzgesetz (DSchG) und in der Denkmalliste des Landes Rheinland-Pfalz eingetragen. Er liegt in Koblenz-Ehrenbreitstein am Kolonnenweg 6. Das Anwesen befindet sich in Privatbesitz und ist daher nicht öffentlich zugänglich.
Seit 2002 ist der Luisenturm Teil des UNESCO-Welterbes Oberes Mittelrheintal.